# Nemzetközösségi transzantarktiszi expedíció

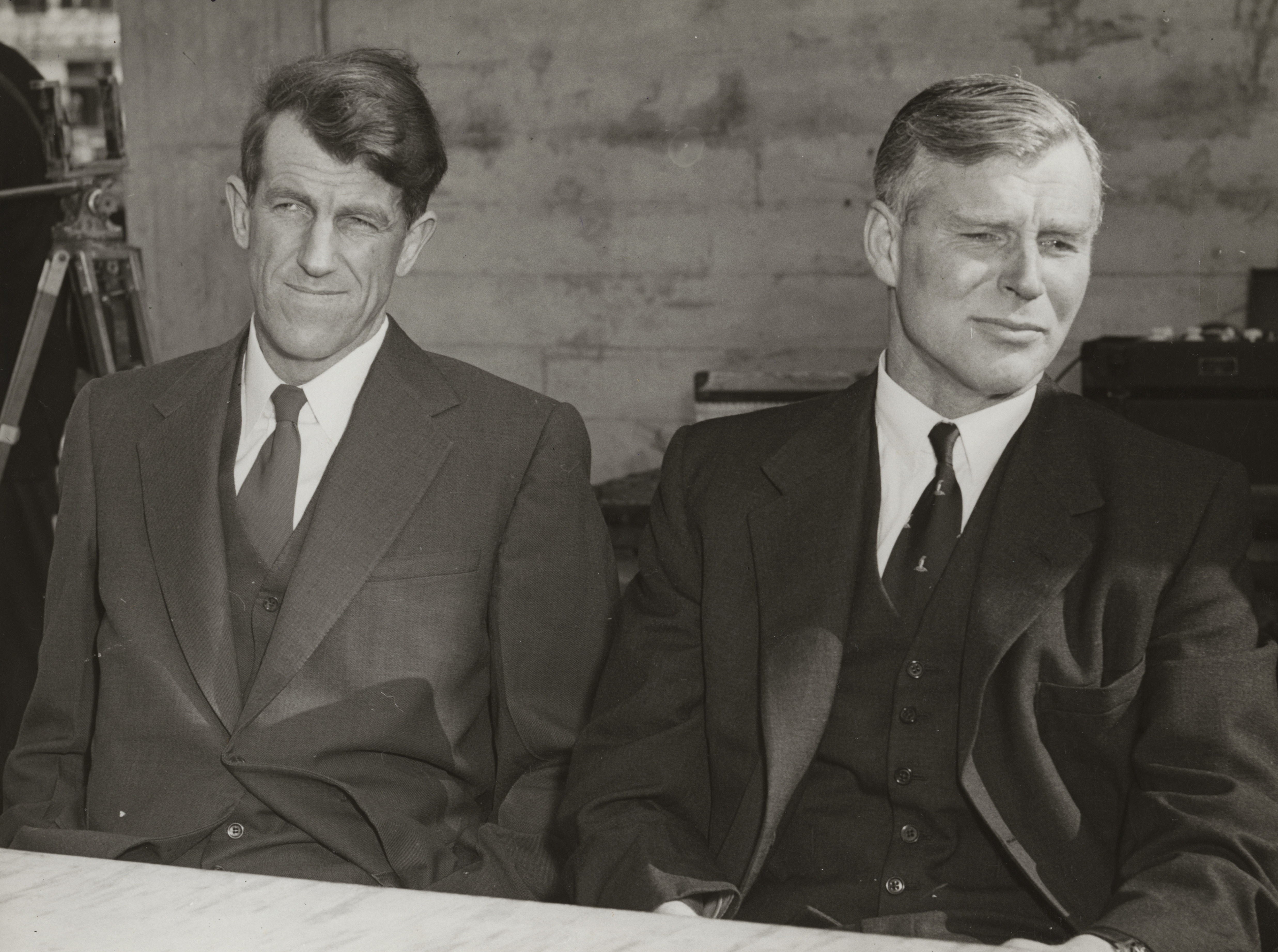
Sir Edmund Hillary (balra) és Vivian Fuchs (jobbra) az Antarktiszról való visszatérésük után (1958)

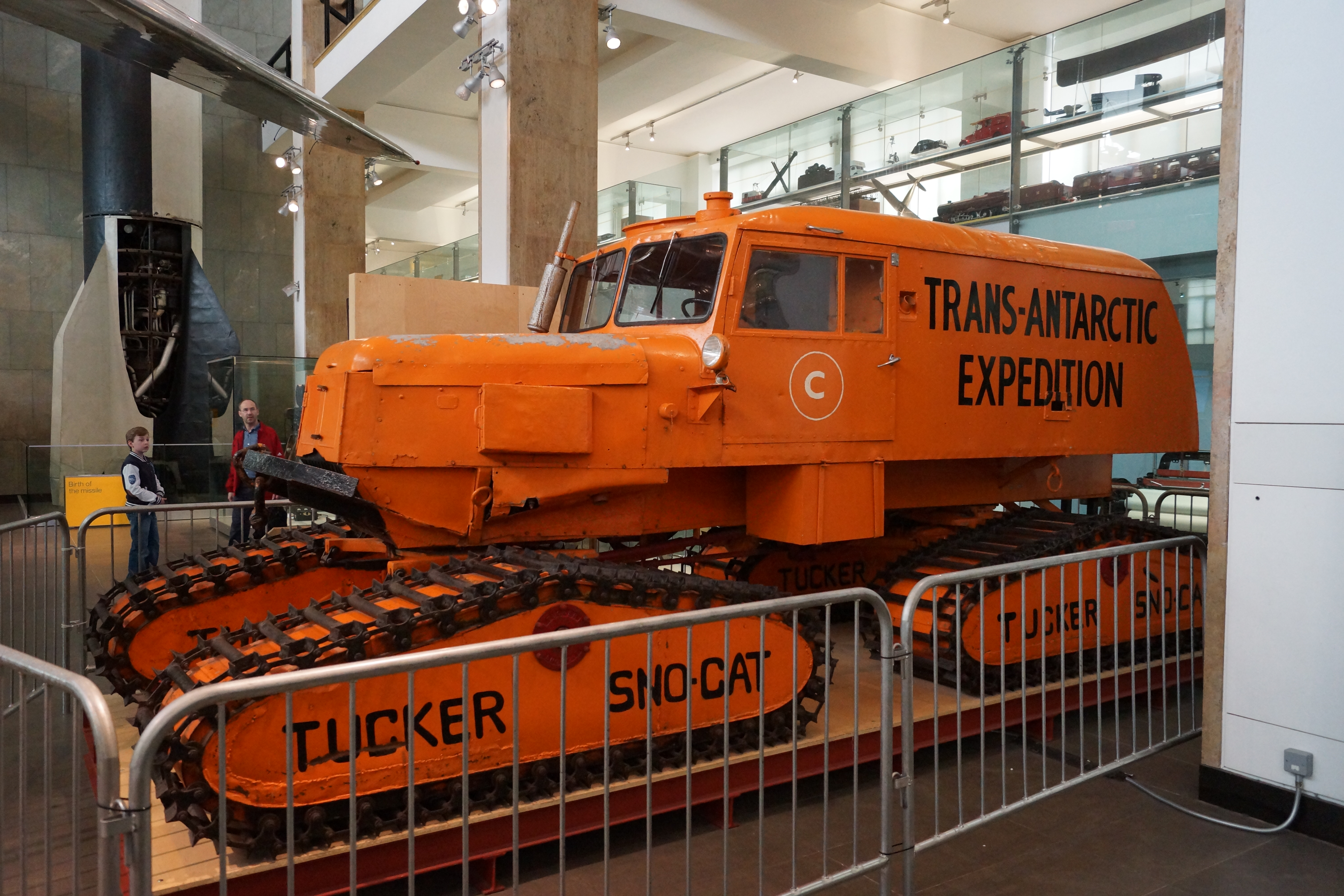
Tucker Sno-Cat hómacska, az expedíció egyik járműve egy londoni múzeumban

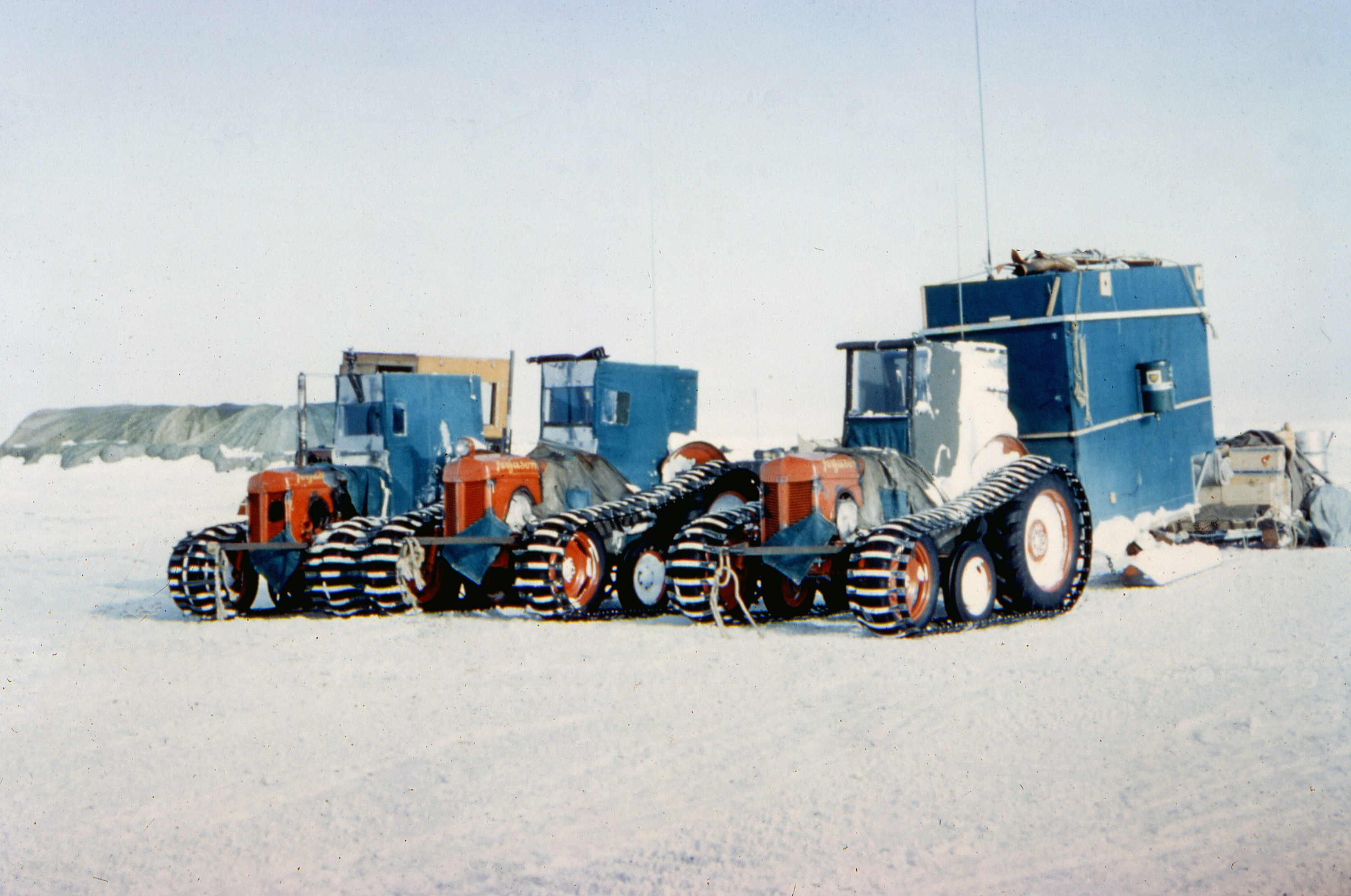
Az expedíció során a sarkvidéki körülményekhez átalakított traktorokat használtak

A nemzetközösségi transzantarktiszi expedíció (Commonwealth Trans-antarctic Expedition) egy, az Antarktisz szárazföldi átszelését célul tűző expedíció volt, melyet a Geofizika Nemzetközi Évében, 1957-58-ban hajtottak végre. Az expedíció vezetője Vivian E. Fuchs volt. Közel négy hónapon át tartott az útjuk, mely a Weddell-tengertől a Déli-sarkon át a Ross-szigeten létesített Scott bázisig tartott. Az expedíció tagja volt Edmund Hillary is, a Mount Everest első meghódítója.
Ez az expedíció volt az első, melynek sikerült a kontinensen szárazföldi úton átkelni. 43 évvel korábban Ernest Shackleton birodalmi transzantarktiszi expedíciója próbálkozott ugyanezzel a feladattal, de hajójukat összeroppantotta a jég, a sarkvidék szárazföldi részére el sem jutottak. Fuchs expedíciójának fűthető, lánctalpas járműveik és ezenkívül nagy teljesítményű rádióik is voltak, valamint repülős felderítők és kutyák segítették őket, mindezek ellenére ez az expedíció is majdnem a küzdelem feladására kényszerült.